# Свято-Ильинский храм (Выборг)
Свято-Ильинский храм (Ильинская церковь) — приходской православный храм в Выборге. Расположен на Ильинской горе в Центральном микрорайоне города Выборга. Принадлежит к юрисдикции Выборгской епархии.

## История
С середины XVIII века в Петербургском форштадте располагалась военная больница с церковью во имя иконы Божией Матери «Живоносный Источник». После переноса больницы в другое место госпитальная церковь стала приходской. В 1795 году было принято решение выстроить новую каменную церковь вместо обветшавшей деревянной. Новый храм состоял из трёхъярусной колокольни с двумя приделами, прямоугольного молельного зала под двускатной крышей и алтарной апсиды с восточной стороны. Колокольня имела три яруса. Верхний ярус колокольни прорезали четыре широких проема с полуциркульными завершениями и оградами из балясин внизу. Эти широкие арки-звоны были выполнены в строгих формах классицизма, общепринятых в постройках русских церквей конца XVIII — начала XIX вв. Автором проекта стал выборгский губернский архитектор Иоганн Брокман, руководивший также строительством Спасо-Преображенского собора и собора Петра и Павла.
Облик колокольни менялся. Вначале она была увенчана покрытием усложнённой формы с высоким «шпицером» и православным крестом. Позже это навершие заменили луковичной главкой, над которой укрепили тот же крест. Вторая главка с крестом возвышалась над алтарем.
Первоначально, в 1797 году, построенный на деньги прихожан храм был освящён во имя иконы Божией Матери «Живоносный Источник», однако в XIX веке переосвящён во имя пророка Илии. Выстроенный на горе храм стал доминантой Петербургского форштадта.
В 1824 году вокруг Свято-Ильинского храма образовалось кладбище. Здесь были погребены Петр Васильевич Желтухин — губернатор Выборга, скончавшийся в 1799 году, известная просветительской и благотворительной деятельностью Софья Андреевна Маркович, умершая в 1832 году. Обязанности сторожей, как правило, исполняли отставные солдаты. Так, в 1812 году в сторожах состоял «отставной солдат Иван Миронов», получавший ежемесячно «за караул» 6 рублей. Сменившему его в октябре того же года «отставному солдату Парфенову» платили уже 7 рублей. Когда в 1914 году потребовались «Сведения о находящихся в пределах губернии монументальных сооружениях — памятников битв и походов русских войск в Финляндии», то среди прочих были названы «Ильинская церковь и фамильный склеп князей Чернецовых возле Ильинской улицы».
В 1896 году, ровно через сто лет после постройки храма, с северной стороны от него возвели домик привратника. Проектировал его архитектор Й. Бломквист. Строение было маленьким, одноэтажным, с двумя окнами на улицу. Стены выложены из красного облицовочного кирпича. Кровля — железная, вальмовой формы, окрашивалась в зелёный цвет. Углы дома были украшены объединёнными попарно тонкими колонками и шарообразными акротериями над ними.
Именно эту церковь в 1897 году великий русский художник Н. К. Рерих запечатлел на одной из своих графических работ. Изображение Ильинского храма в живописи и графике — явление очень редкое.
20 июня 1914 года в Ильинском храме состоялось отпевание епископа Сердобольского Киприана. Вечером 19 июня гроб с его телом был доставлен из Петербурга и в сопровождении духовенства, военных и многочисленных прихожан доставлен в Ильинский храм. На следующее утро архиепископом Финляндским и Выборгским Сергием «с приходским и военным духовенством была отслужена заупокойная литургия с панихидой». Вслед за тем — через Сердоболь останки епископа были доставлены на Валаам, где и состоялось погребение.
После провозглашения независимости Финляндии, с июня 1918 года в храме проходили лишь заказные службы. В июле 1919 года здесь шли ремонтные работы. О дальнейшей судьбе Ильинского храма имеются лишь отрывочные сведения.
С 1930 года храм перешёл к образованному в 1929 году финноязычному приходу православной церкви Финляндии.
Здание пострадало в ходе советско-финляндской войны (1939—1940), но было приспособлено под клуб и общежитие. Однако, после разрушений Великой Отечественной войны, 13 июля 1945 года на заседании Исполкома Выборгского горсовета было принято решение о передаче разрушенного храма командованию Красной Армии на строительный материал для мемориального кладбища погибшим красноармейцам.
Воинское кладбище устроено не было; храм полностью разобрали на строительный материал. Позднее, на территории православного кладбища на Ильинской горе были построены промышленные сооружения, а по склону горы был установлен монументальный транспарант «Пролетарии всех стран, соединяйтесь!».
1 февраля 1991 года в Выборге образовался благотворительный фонд «Воссоздание церкви Илии Пророка» во главе с искусствоведом, почётным гражданином города Выборга, участником Великой Отечественной войны, штурма и взятия Берлина Евгением Евгеньевичем Кеппом. В декабре 1994 года началось строительство домика привратника, и, несколько позднее, начались работы по закладке фундамента храма и возведение стен колокольни. Восстановленная церковь была освящена в 1999 году, через 60 лет после последней литургии в здании храма.
В период 2002—2007 годах рядом с храмом по проекту И. В. Качерина был построен трёхэтажный Духовно-просветительский центр с залом для детского театра и помещениями для детских кружков, классов и студий.
Настоятелем Свято-Ильинского храма от начала его строительства является протоиерей Игорь Аксенов, с воссозданием Выборгской епархии возглавивший епархиальный Отдел религиозного образования и катехизации.

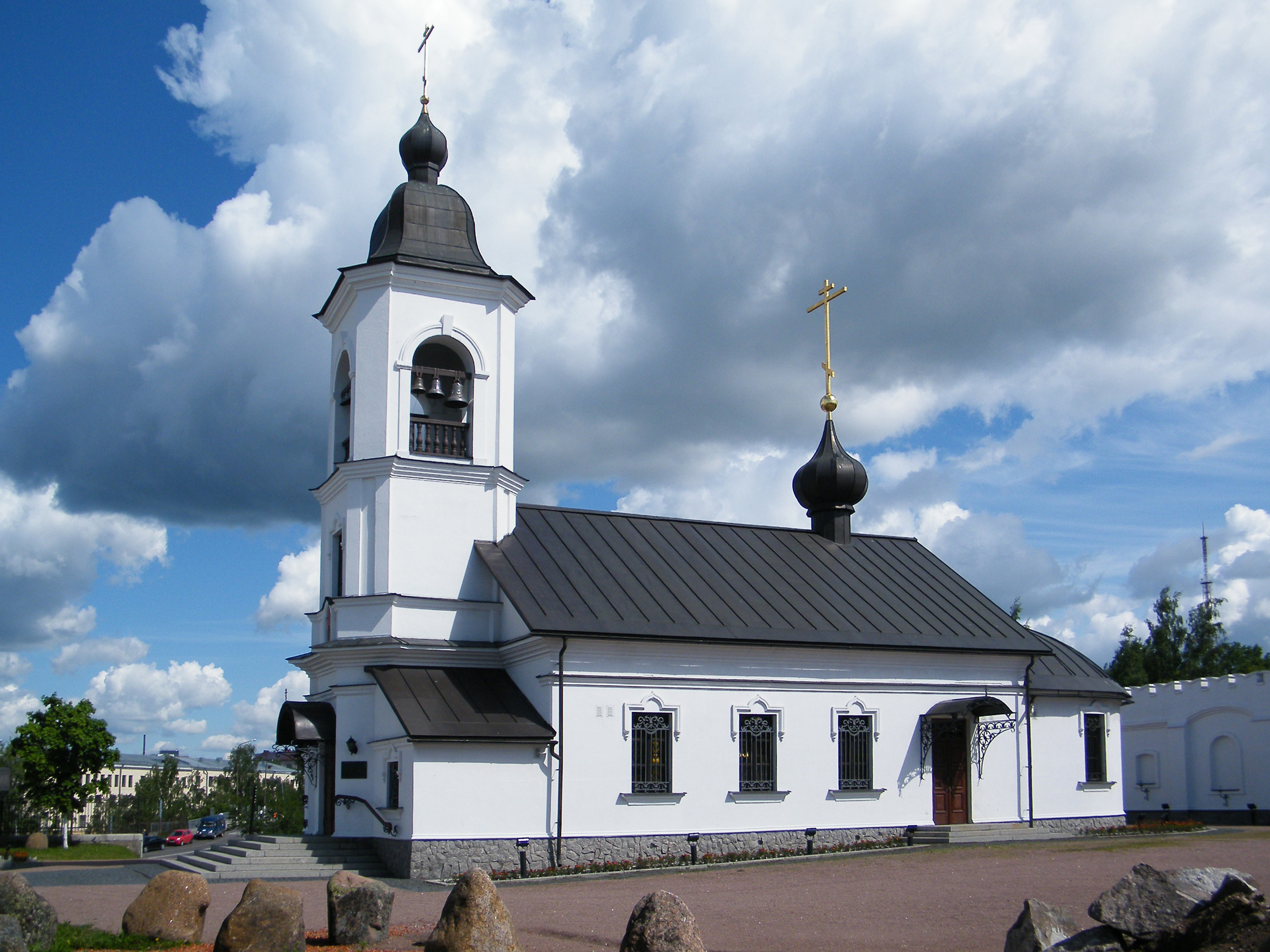
Свято-Ильинский храм
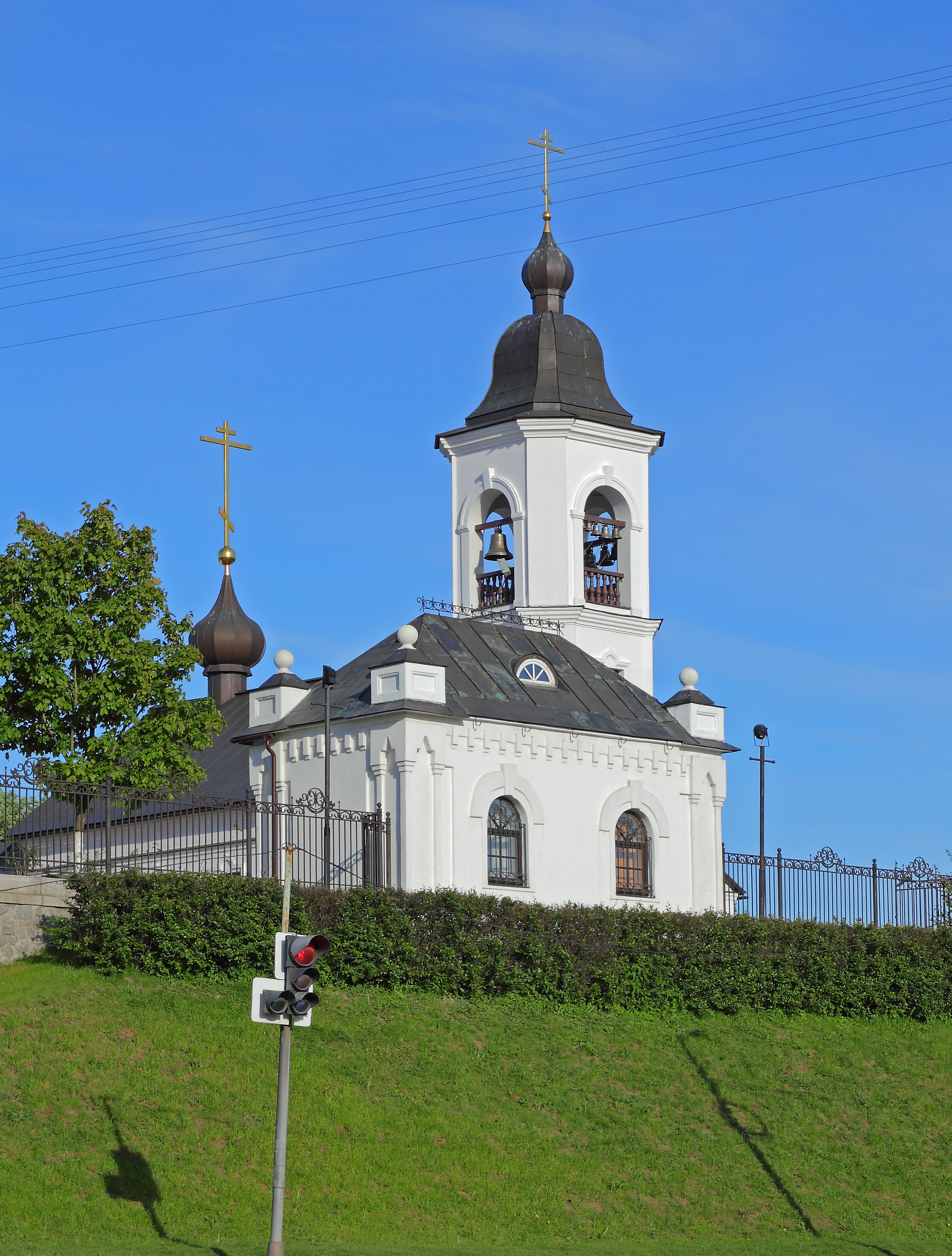
Домик привратника и церковь
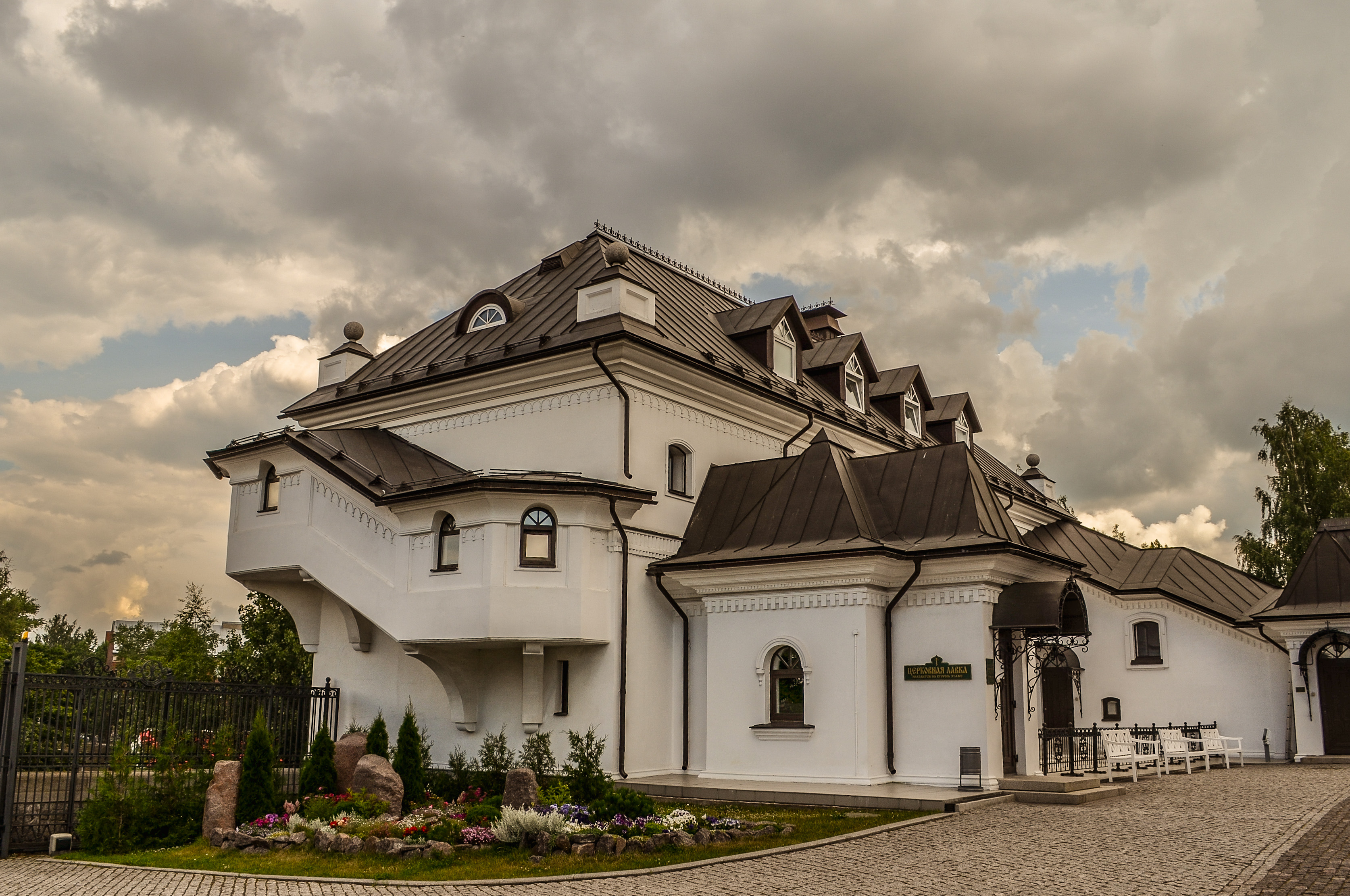
Приходской дом
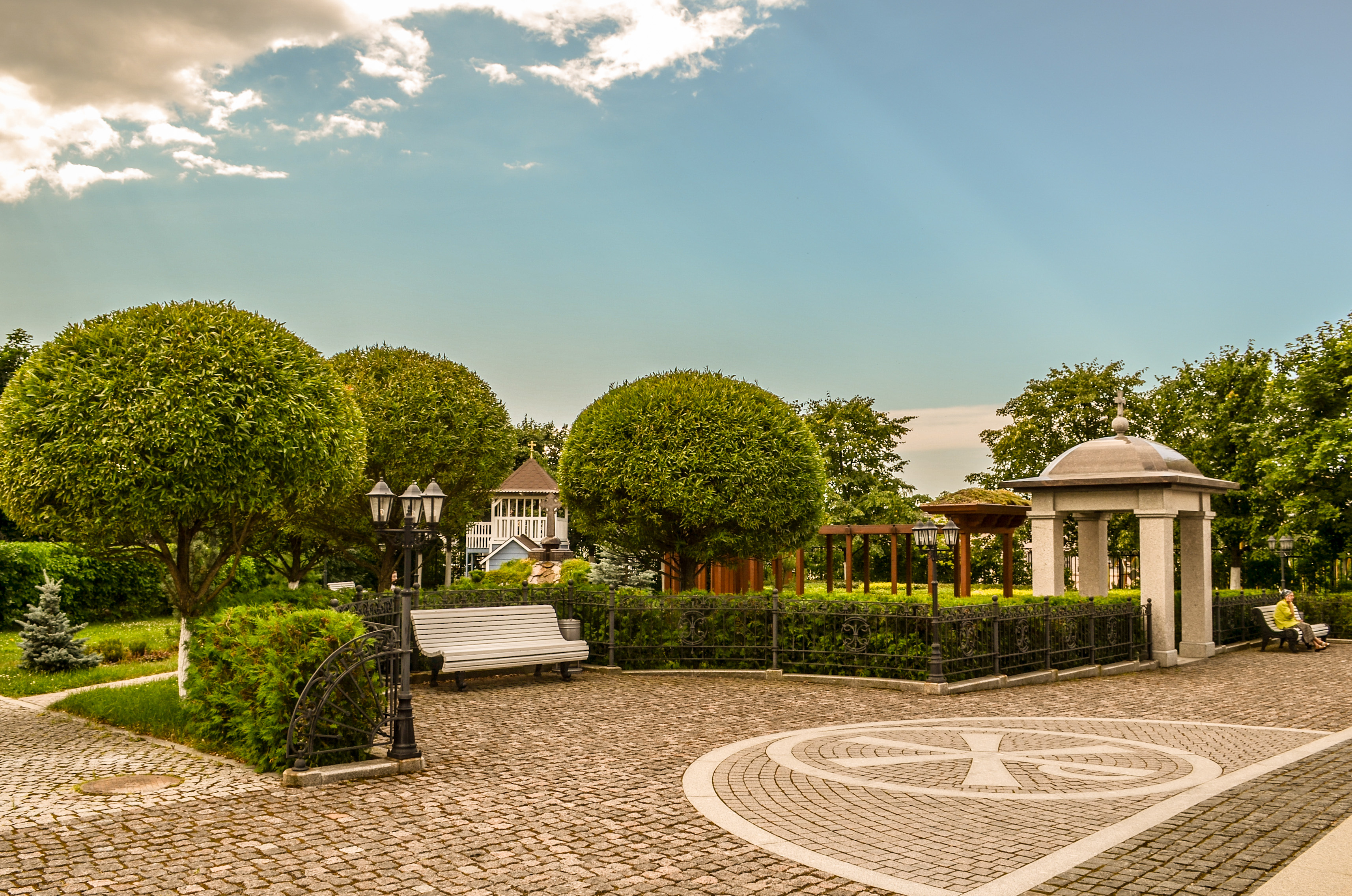
Церковное подворье
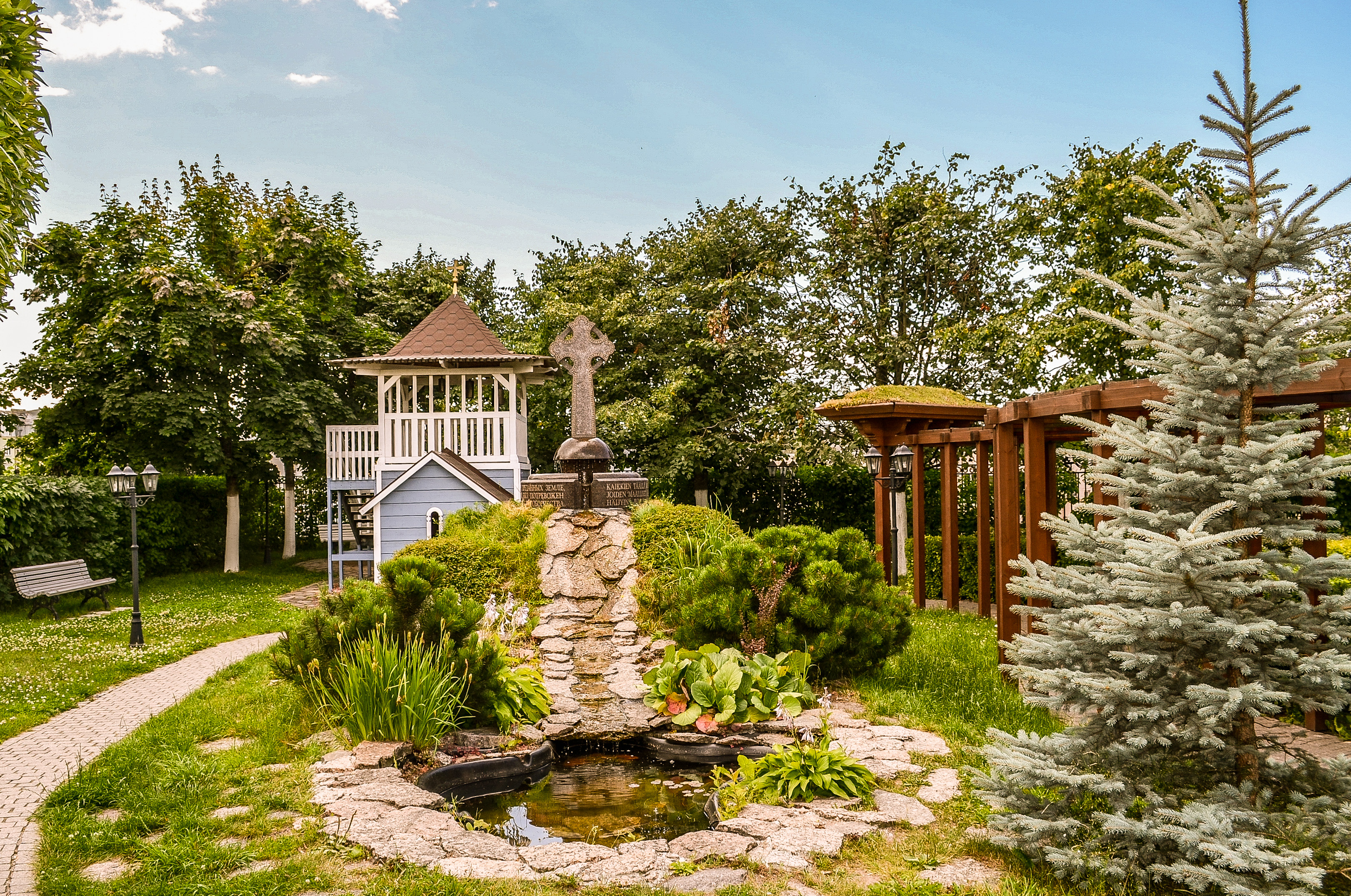
Памятный знак на месте бывшего кладбища